# Oncidium integrilabre
Oncidium integrilabre är en orkidéart som först beskrevs av Franco Pupulin, och fick sitt nu gällande namn av Mark W. Chase och Norris Hagan Williams. Oncidium integrilabre ingår i släktet Oncidium och familjen orkidéer. Inga underarter finns listade i Catalogue of Life.